# Créole australien
Le créole australien, appelé kriol par ses locuteurs, est une langue de l’Australie, un créole qui s’est développé pour faciliter les rapports entre colons européens d’Australie et les Aborigènes des régions septentrionales. Même si on remarque des similitudes avec l’anglais quant au vocabulaire, le kriol a une structure syntaxique distincte ainsi que la grammaire, on peut donc parler de langue à proprement parler.
Selon le recensement de 2016, 7 155 personnes ont déclaré savoir parler créole et 7 253 personnes ont déclaré le parler à la maison.

## Histoire
L’installation des Européens dans le Territoire du Nord s’est faite sur une période d’environ quarante années. Cette colonisation s’installa durablement à partir de 1870, on note l’arrivée de la langue anglaise sur place, mais aussi de la langue chinoise. Afin de communiquer entre ces deux groupes et les Aborigènes locaux, un pidgin se développa à travers tout le territoire. À partir de 1900, ce pidgin du Territoire du Nord : Northern Territory Pidgin English (NTPE) se répandit et fut bien compris (comprendre que personne ne parlait le pidgin comme langue maternelle, un pidgin peut devenir une langue seulement avec l’évolution de la langue).
Pour que le pidgin du Territoire du Nord se créolise, donc que la langue puisse s’adapter aux locuteurs et devenir une langue à 100 % indépendante, une nouvelle communauté linguistique devait se développer dans l’aire future de la langue. Le premier lieu où ce processus s’est fait est la mission de Roper River (Ngukurr), où des points d’élevage s’établirent, de même que des zones d’habitation.
Pendant cette période les relations entre autochtones et populations d’origine européenne ont été tendues, les colons ont parlé de « guerre d’extermination » (war of extermination); les Aborigènes avaient à cœur de défendre vaillamment leurs terres. De toute façon, les terres pouvaient être saisies par les colons quand une compagnie spécialisée dans l’élevage prenait le contrôle de la majeure partie d’une région. Les colons se sont montrés plus déterminés pour s’emparer des terres des autochtones en menant des expéditions.
L’installation européenne et la saisie des terres ont particulièrement affaibli la population autochtone, ce qui représente un des facteurs majeurs du développement du créole, en effet ce changement social radical s’est accompagné par de grosses difficultés de communication. 
La seconde condition pour le développement de ce créole était la création d’une nouvelle communauté linguistique, qui apparut quand les missionnaires anglicans établirent un refuge pour les Aborigènes dans la région de Roper River en 1908. Ceci amena à ce que se rassemblent environ 200 personnes issues de 8 peuples aborigènes différents, qui parlaient donc des langues différentes. Même si les adultes étaient multilingues, les enfants, du fait des rencontres fréquentes ou de rassemblements autour de cérémonies, avaient déjà acquis une nouvelle langue. La langue pidgin du Territoire du Nord. Au cours de leur vie, ces enfants, premiers natifs de la nouvelle communauté, ont été les acteurs du développement du pidgin en tant que langue à part entière.
Bien que les relations entre missionnaires et Aborigènes fussent amicales, ce ne sont pas les missions mêmes qui ont été à l’origine du développement du kriol. En fait, celles-ci essayèrent d’introduire l’anglais standard comme langue usuelle de la mission. Les enfants utilisaient la langue « coloniale » en classe, et l'anglais était la langue pour s'adresser aux missionnaires.
Le kriol s'est en réalité épanoui. Il s'agit véritablement d'un créole car le kriol est devenu une langue maternelle pour un certain nombre de ses locuteurs, il a fait l'objet d'une appropriation culturelle, utilisant la rencontre de deux mondes aux traditions différenciées et se servant à la fois des deux bases linguistiques « koorie » (nom aborigène de Aborigènes, ce qui veut dire "être humain") et européenne.
Le kriol n’a pas été reconnu en tant que tel comme langue avant les années 1970, principalement à cause de « l’académisme » linguistique qui dédaignait ce qu’il considérait comme une « forme incorrecte » de l’anglais plutôt qu’une langue véritable.

## Les variétés du kriol
- Le kriol est particulièrement répandu dans la région de Katherine, mais il n’y a que peu de différences entre les variétés de kriol parlé dans certaines régions et certains locuteurs de kriol préfèrent se référer à leur langue en utilisant le nom local. De toute manière, du point de vue linguistique les variétés du kriol sont très proches. Il y a débat portant sur la différenciation de noms des variétés du kriol pour montrer les différents sens sociaux de la langue ou bien encore que ces variétés doivent se rassembler derrière la bannière « Kriol ». Ces différences ne sont pas très importantes : Mari Rhydwen compare ce débat à ce que sont les variétés de l’anglais britannique, américain et australien.

- Le kriol de Roper River (Ngukurr) est aussi parlé à Barunga et dans la région de Daly River. Les locuteurs parlent une variété tout à fait intelligible aux créolophones, mais les locuteurs de la région de Daly River ne se considèrent pas comme locuteurs de kriol. Il y a la question de savoir si ces variétés doivent être perçues comme formes différenciées du kriol pour renforcer les identités respectives des régions concernées ou bien si ces variétés doivent être vues comme du kriol et donc avoir une meilleure occasion de créer des programmes pour une éducation bilingue.

## Problèmes actuels
Le problème auquel doivent faire face plusieurs communautés en Australie septentrionale est que les enfants créolophones sont considérés comme s’ils parlaient anglais, mais un « mauvais anglais » ; ainsi ils ne reçoivent pas d’éducation avec l’anglais comme langue seconde. D’un autre côté, du fait qu’on ne perçoit pas les créolophones comme ayant une langue maternelle, on leur refuse l’accès à une éducation dans leur langue traditionnelle.
Le seul programme fédéral australien bilingue officiel en kriol se situe à Barunga, qui a été bâti durant le primo-ministère de Gough Whitlam de 1972 à 1975, et a introduit avec succès le kriol comme moyen et objet d’étude. Le financement du gouvernement fédéral australien est trop faible pour un développement plus poussé des programmes en kriol. Même si le kriol est largement parlé (pour une langue aborigène), le passage à l'écrit est a minima, à l'exception de la Bible. Cela vient en outre du faible taux d'alphabétisation en kriol, il en va de même pour l'alphabétisation en anglais, cela veut dire que les mythes traditionnels ne sont pas non plus enregistrées sous forme écrite. Ce qui peut arriver, c’est que les gens de Ngukurr doivent s’appuyer sur les textes de Barunga, ce qui peut amoindrir la distinction identitaire entre les deux groupes linguistiques. En tout cas, les cultures aborigènes n’ont pas la tradition de s’implanter dans l’écrit, alors le manque de versions par écrit de textes peut être compris comme partie intégrante de la nature orale de raconter des histoires chez les Aborigènes.